# Фонсека, Педру да
Педру да Фонсека (порт. Pedro da Fonseca; лат. Petrus Fonseca Lusitanus; 17 марта 1528, Пруэнса-а-Нова — 4 ноября 1599, Лиссабон) — португальский иезуитский философ и теолог, представитель второй схоластики. Известен как «португальский Аристотель».

## Биография
Его родителей звали Педру да Фонсека и Хелена Диас. Вступил в Общество Иисуса 17 марта 1548 года в возрасте 20 лет. В Риме между 1572 и 1585 годами Фонсека был советником папы Григория XIII.
Фонсека учился в университетах Коимбры и Эворы. В Эворе его учителем был Бартоломеу Фернандеш из ордена доминиканцев. После 1580 года он стал помощником генерала ордена иезуитов Клаудио Аквавивы, провинциалом и начальником Профессиональной палаты. Он также был членом комитета, учрежденного испанским королем Филиппом II для реформирования Португалии.
Он умер в Лиссабоне 4 ноября 1599 года в возрасте 71 года и похоронен в церкви Святого Роха.

## Сочинения

### Общая характеристика

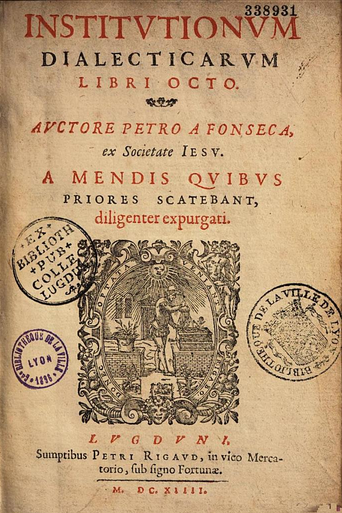
«Наставление по диалектике»

Основные его сочинения относятся к области логики и метафизики. Фонсека являлся автором двух логических произведений: «Наставление по диалектике» («Institutionum dialecticarum, Libri Octo», 1575) и «Философское введение» («Isagoge philosophica», 1591), которые были весьма популярны как самые краткие и доступные вводные курсы по логике и, одновременно, как новые и оригинальные философские произведения.

### Комментарии на книгу «Метафизики» Аристотеля Стагирита
Фонсека был переводчиком «Метафизики» Аристотеля на латынь и составителем к ней комментариев. Это главное произведение Фонсеки, составляющее четыре тома in quarto. Текст организован следующим образом. На протяжении всех четырех томов каждый разворот представляет собой билингву: слева на странице греческий текст, справа — латинский перевод. Текст Аристотеля дается по книгам и главам, по окончании каждой книги следует комментарий «посредством вопросов» (per modum quaestionis).

### Издания
- Institutionum Dialecticarum. Lisbon: 1564.
- Commentariorum in Libros Metaphysicorum Aristotelis. I (Rome, 1577), II (Roma, 1589); III (Évora, 1604); IV (Lion, 1612).
- Isagoge Philosophica. Lisbon: 1591.
- Definitiones, divisiones ac regulae ex logica et physica Aristotelis. Colomiae Agrippinae: 1622.

## Памятники
В родном городе Пруэнса-а-Нова напротив церкви Игрейа Матриш (Igreja Matriz) был установлен памятник португальскому «Аристотелю» Педру да Фонсеке.

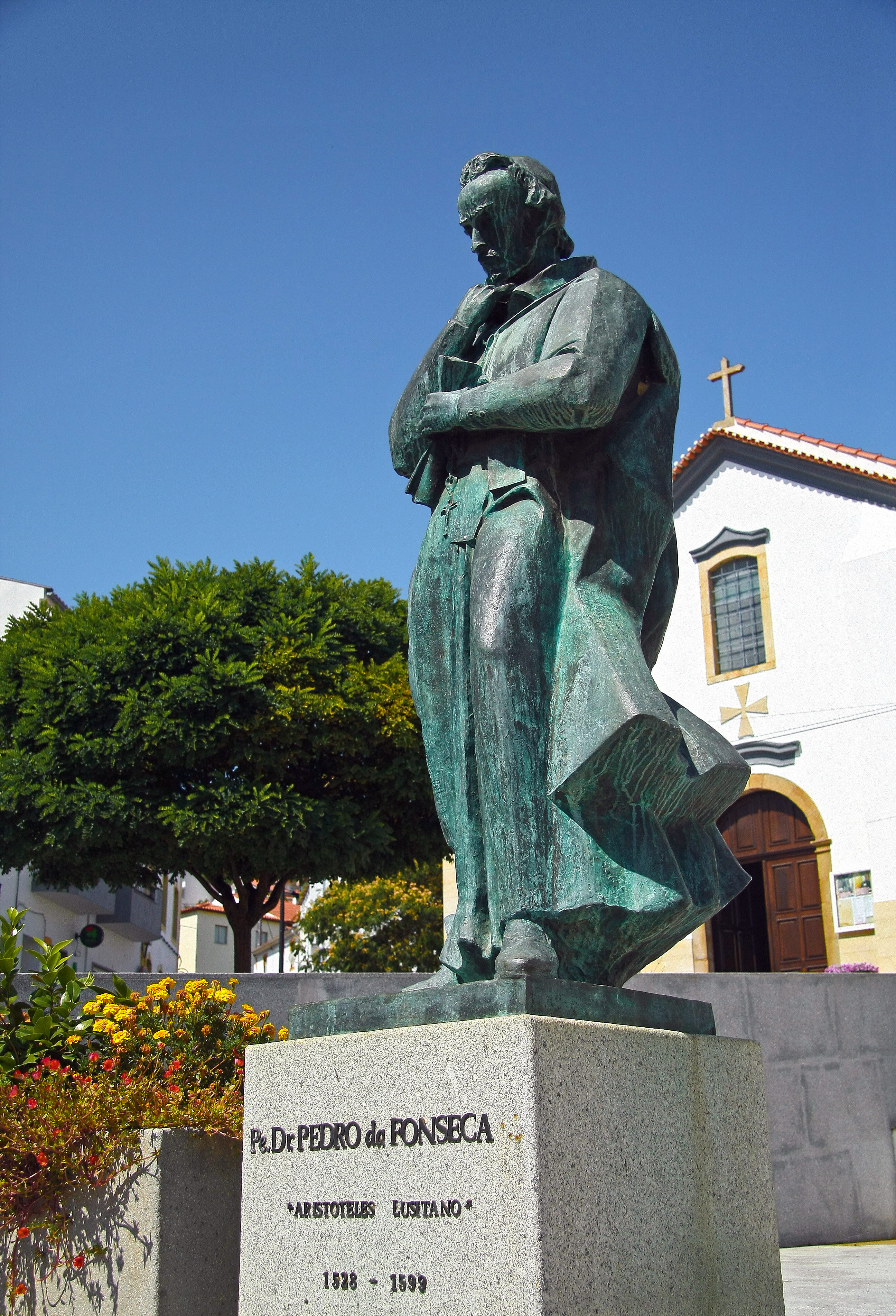
Памятник Педру да Фонсеке в Пруэнса-а-Нова